# Fundación Círculo Burgos
La Fundación Círculo Burgos es una fundación española con sede en Burgos. Es la sucesora de la Caja de Ahorros y Monte de Piedad del Círculo Católico de Obreros de Burgos, una caja de ahorros cuyo nombre comercial era Caja Círculo. Su actividad consiste en el mantenimiento y difusión del patrimonio y la obra social y cultural de la entidad. 
En 2011, Caja Círculo segregó su negocio bancario en favor del SIP Caja3, formado junto a Caja Inmaculada (CAI) y Caja de Badajoz, el cual fue adquirido por Ibercaja Banco en 2013 y absorbido en 2014.
El 19 de diciembre de 2013, la Asamblea General de Caja Círculo aprobó la transformación de la entidad en una fundación de carácter especial, de acuerdo al Real Decreto 11/2010 de Órganos de Gobierno y otros aspectos del Régimen Jurídico de las cajas de ahorros. De este modo, Caja Círculo renunció a su condición de entidad de crédito, constituyendo la misma con aprobación de sus estatutos, dotación fundacional y Patronato. El 5 de marzo de 2014, el Patronato aprobó la transformación de la entidad en fundación bancaria, de conformidad con lo establecido en la Ley de Cajas de Ahorros y Fundaciones Bancarias. En 2019, se transformó en una fundación ordinaria.
Tras la adquisición de Caja3 por Ibercaja Banco, los accionistas de Caja3 (entre ellos, Fundación Cajacírculo) pasaron a convertirse en accionistas de Ibercaja Banco. A 31 de diciembre de 2024, la fundación poseía un 3,33% de dicho banco.

## Historia

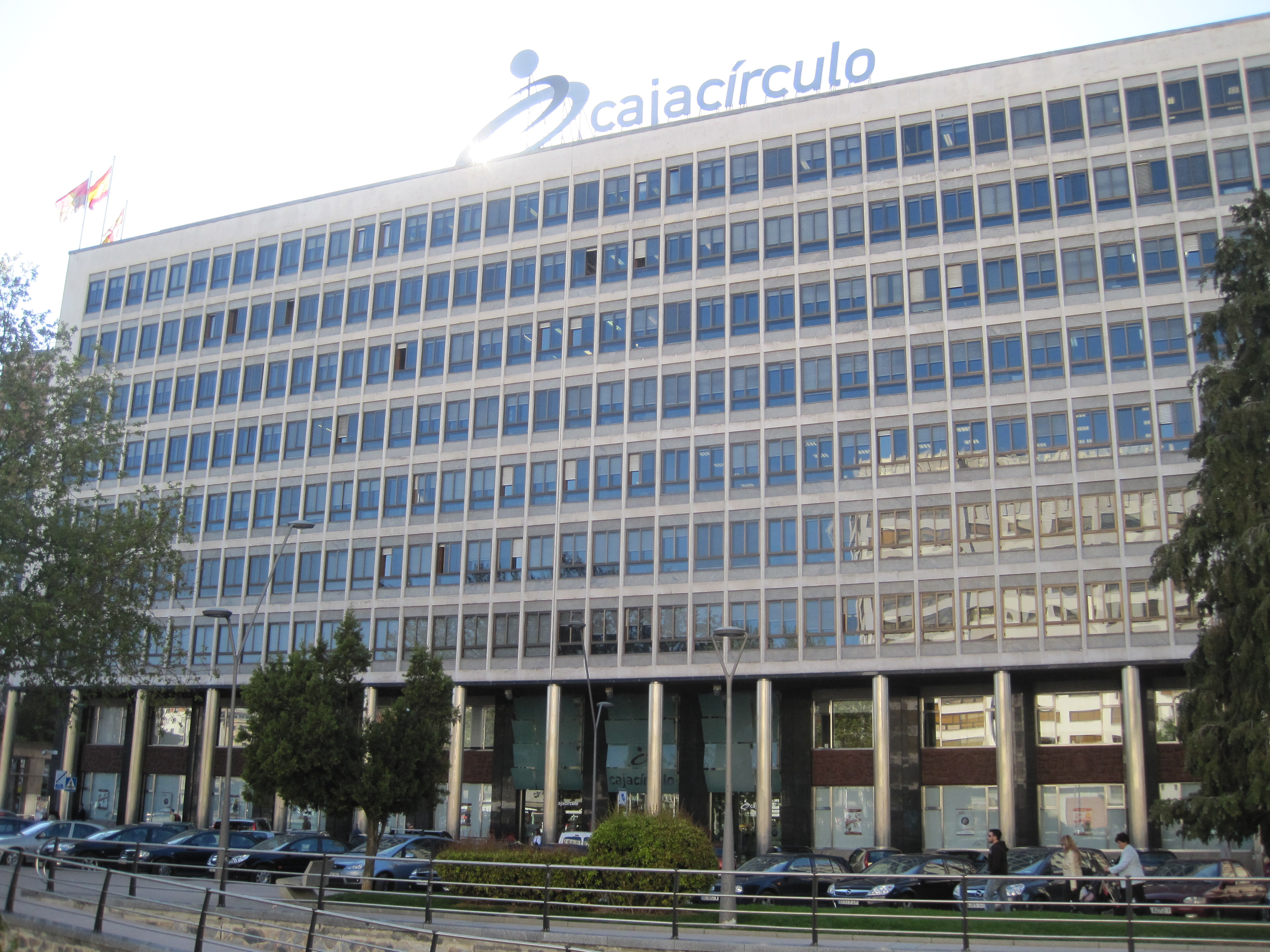
Antigua sede de Caja Círculo en Burgos.

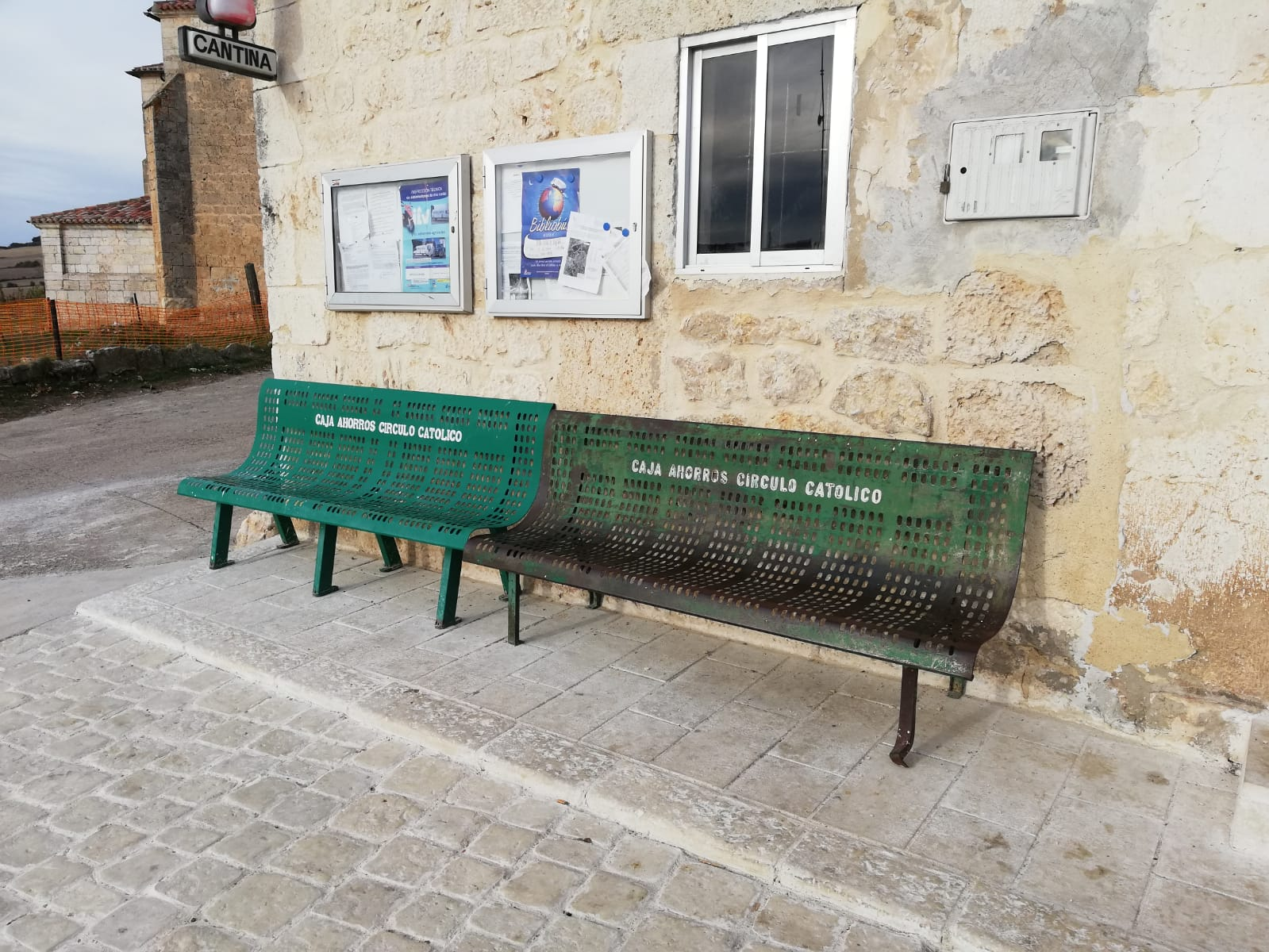
Bancos patrocinados por la Caja Círculo en Santa Olalla de Bureba.

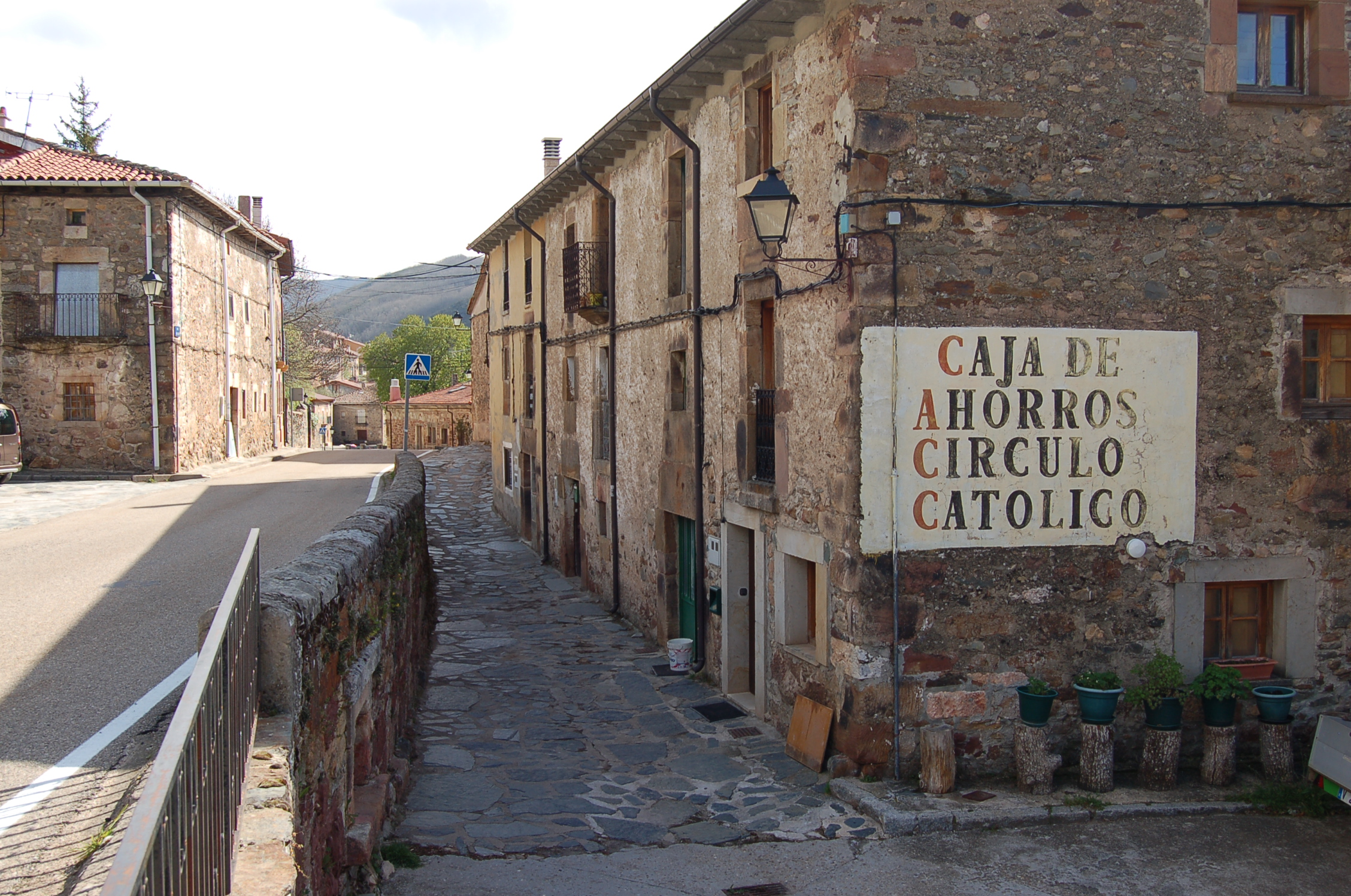
Letrero en Barbadillo de Herreros.

Fundada legalmente en fecha 6 de abril de 1909, dada a conocer el 19 de agosto de 1909, aunque oficialmente se retrotrajo a del 19 de marzo, en homenaje a San José, por el Consejo de Gobierno del Círculo Católico de Obreros de Burgos a instancias del Arzobispado de la Diócesis, que aportó el fondo de dotación inicial, junto con la munificencia de Petronila Casado que contribuyó con fondos dinerarios para levantar el edificio ubicado en la calle Concepción. Comenzando sus operaciones el 19 de marzo de 1909. Por Real Orden de 3 de diciembre de 1910, el Ministerio de Gobernación clasificó esta institución de Beneficencia Particular, siendo ministro Fernando Merino Villarino.
Caja Círculo, junto a CajaSur y Caja Inmaculada (CAI), fue una de las tres entidades de ahorro españolas fundadas por la Iglesia católica.
A 31 de diciembre de 2007, los recursos propios eran de 536 millones de euros. Los recursos humanos de 742 empleados, disponiendo de 184 oficinas y 145 cajeros automáticos. El patrimonio total ascendía a 4.972 millones de euros.

### Caja3
El Consejo de Administración rechazó el Protocolo de Integración de las Cajas de Ahorros de Castilla y León impulsado por los partidos políticos y ante la propuesta de fusión planteada por Caja de Burgos, el director general Santiago Ruiz declaraba en febrero de 2008 estar dispuesto a estudiar la absorción de Caja de Burgos, pero nunca la fusión. Su argumento era que la absorción trasladaría la independencia que poseen sus órganos de gobierno y que no tienen el resto de las cajas.
Tras verse implicada en varios proyectos de integración que no llegaron a concretarse, en junio de 2010 Caja Círculo acordó crear un Sistema Institucional de Protección (SIP) con Caja Inmaculada y Caja de Badajoz, llamado Caja3, y que empezó a operar el 1 de enero de 2011.
El 25 de julio de 2013, Ibercaja Banco adquirió el 100% de Caja3 arrancando así la segunda fase de la integración en la que convivieron transitoriamente las dos entidades. Ibercaja Banco quedó participado en un 87,8% por la caja de ahorros fundadora y en un 12,2% por las tres cajas accionistas de Caja3, entre ellas Caja Círculo (con un 3,45%). Dicha integración culminó el 1 de octubre de 2014 con la fusión por absorción de Caja3 por Ibercaja Banco.
Antes de la adquisición de Caja3 por Ibercaja Banco, Caja Círculo tenía el 28,25% del accionariado de Caja3 aunque, inicialmente, poseía el 29,75%.
Tras la adquisición de Caja3 por Ibercaja Banco, la imagen corporativa del grupo Ibercaja se añadió a las oficinas de Caja Círculo. Varios años más tarde, se unificó la imagen de todas las oficinas con la marca "Ibercaja".

### Transformación en fundación
El 19 de diciembre de 2013, la Asamblea General de Caja Círculo aprobó la transformación de la entidad en una fundación de carácter especial, de acuerdo al Real Decreto 11/2010 de Órganos de Gobierno y otros aspectos del Régimen Jurídico de las cajas de ahorros. De este modo, Caja Círculo renunció a su condición de entidad de crédito, constituyendo la misma con aprobación de sus estatutos, dotación fundacional y Patronato. El 23 de diciembre de 2013, Luis Conde Díaz asumió la presidencia del Patronato. El 17 de febrero de 2014, fue dada de baja en el Registro de Entidades del Banco de España. 
El 5 de marzo de 2014, el Patronato aprobó la transformación de la entidad en fundación bancaria, de conformidad con lo establecido en la Ley de Cajas de Ahorros y Fundaciones Bancarias. El 2 de mayo de 2014, la Junta de Castilla y León acordó inscribir a Caja Círculo como fundación bancaria en el Registro de Fundaciones de la Comunidad de Castilla y León. El contrato de integración de Caja3 en Ibercaja Banco determinaba que la participación accionarial en Ibercaja Banco le permitiría nombrar a un miembro del consejo de administración de este banco, de ahí su condición de fundación bancaria.
La fundación gestiona la totalidad de la Obra Social y también las actividades empresariales promovidas por la Dirección General. La Fundación se nutre económicamente de los recursos propios de esta actividad y de los dividendos que genere la participación en Ibercaja Banco. El patrimonio de arranque de esta institución fue de 43.117.000 euros. Alrededor de un centenar de empleos dependen de ella.
El Patronato, máximo órgano de gobierno de la fundación, representa, en una proporción similar a la que rige el Consejo de Administración, a los grupos de impositores, la entidad fundadora (Círculo Católico), las corporaciones municipales, las Cortes de Castilla y León, las entidades de interés general y los empleados. Tras la transformación en fundación bancaria, el patronato pasó a tener 8 miembros en lugar de los 17 anteriores.
Con fecha 2 de octubre de 2019, el Patronato de la Fundación acordó la transformación de "CajaCírculo, Fundación Bancaria" en fundación ordinaria, acordando modificar su denominación social por la de "Fundación CajaCírculo", así como la modificación de sus estatutos. Dichos acuerdos fueron elevados a público el 22 de octubre de 2019, habiéndose inscrito en el Registro de Fundaciones de Castilla y León el 8 de noviembre de 2019. Posteriormente, con fecha 22 de junio de 2020, el Patronato de la Fundación acordó la modificación de su denominación social por la de "Fundación Círculo Católico de Burgos", así como la modificación de sus estatutos y de la composición del Patronato. Dichos acuerdos fueron elevados a público el 23 de julio de 2020, habiéndose inscrito en el Registro de Fundaciones de Castilla y León el 1 de septiembre de 2020.
El 18 de marzo de 2022, el Patronato de la Fundación Cajacírculo acordó el cambio de denominación, pasando a denominarse Fundación Círculo de Burgos y, de paso unificar, bajo una misma marca, a todos los integrantes del Círculo Católico a quienes la ciudadanía no identificaba adecuadamente.

## Obra social
En 2017, se esperaba que el presupuesto que Ibercaja Banco destinara al mantenimiento de la Obra Social de las fundaciones accionistas del mismo (entre ellas, Fundación Cajacírculo) superara los 30 millones de euros.